# 関西急行鉄道モ6311形電車
関西急行鉄道モ6311形電車（かんさいきゅうこうてつどうモ6311がたでんしゃ）は、近畿日本鉄道（近鉄）の前身である関西急行鉄道および近鉄が名古屋線向けに製造した電車の1形式。
本項目では近鉄時代に製造された同系の増備車であるモ6331形についても併せて記述する。

## 概要
2形式共に、関西急行鉄道→近畿日本鉄道の前身の一つである関西急行電鉄が1937年に製造した17m級2扉セミクロスシート車のモハ1形（後の近鉄モ6301形）を基本として設計された、同形式の改良増備車である。
これらは戦中戦後の混乱期から1960年代の高性能車投入まで、関西急行鉄道→近鉄名古屋線の主力電動車として、先行形式であるモ6301形と共に重用された。

## 製造経緯

### モ6311形
既に日本が準戦時体制に入り、統制経済の下にあった時期に製造が計画され、当初、以下の5両が製作された。
モ6311形モ6311 - モ6315
1942年12月 帝國車輛工業製
本形式は参宮急行電鉄や関西急行電鉄といった大阪電気軌道傘下の各鉄道会社が戦時統合で関西急行鉄道へ統合されて以後の竣工であるため、当初より、関西急行鉄道としての新しい形式称号付与規則が適用された。そのため、旧関西急行電鉄モハ1形モハ1 - モハ3・モハ5 - モハ11→モ6301形モ6301 - モ6310の直接の増備車であることから、続番となるモ6311より付番され、それに伴い形式もモ6311形となっている。
その後、戦況の悪化に伴う資材・熟練工員の不足で、関西急行鉄道に限らず日本の鉄道各社では、燃料統制による自動車系陸上交通機関の実質的な壊滅、あるいは国民徴用令の施行に伴う各種工場への通勤輸送の増大などの事情により、乗客数が増大しつつあったにもかかわらず、その輸送需要を満たすのに必要となる車両の増備が絶望的な状況となっていた。しかし、沿線に海軍第2燃料廠をはじめ重要軍事施設や軍需工場が少なからず存在した名古屋線については、そのような状況下であったものの新造車、それも戦略物資である銅を大量に消費する主電動機などの各種機器の調達が非常に困難であった電動車の製作が特別に認可された。そこで、1942年製造グループとは若干仕様を変更の上で、以下の5両が新製された。
モ6311形モ6316 - モ6320
1944年7月 帝國車輛工業製
なお、これら増備車5両は関西急行鉄道名義での発注であったが、近畿日本鉄道への改組後の竣工となっている。

### モ6331形
第二次世界大戦後、買い出しなどで激増する乗客数に対応するため、鉄道各社ではやはり車両の増備が急務となっていた。
だが、国家総動員法の廃止に伴う工場労働力の一時的な激減や、戦争末期のアメリカ軍による無差別爆撃がもたらした工場群そのものの破壊、それに何より資材の致命的な不足により、これらの需要に見合った十分な数の鉄道車両の供給は、極めて困難な状況にあった。
そのため、運輸省と私鉄各社の団体である日本鉄道会の主導により、通常型電車の製造を必要資材が少なく、しかも生産性の高い国鉄モハ63形1形式に集約し、1945年度の後半から緊急度の高い会社から優先的に同形式が配分された。
この際、戦災などで車両の荒廃が著しかった近鉄に対しても、軌間が国鉄と同じ南海線（現在の南海電気鉄道本線）と名古屋線についてモハ63形の割り当てが打診された。しかし、架線電圧が直流600Vと低電圧ではあったものの元々20m級車が運用されていた南海線については機器に降圧改造を施すことで同形式の受け入れが可能であったが、当時の名古屋線には諏訪付近に善光寺カーブと呼ばれる最小半径100mの急曲線区間が存在し、モハ63形のような車体長20m級の車両の入線・走行は事実上不可能であった。それゆえ近鉄は南海線向けとして同形式の割り当てを受ける一方で、名古屋線向けについて割り当てを辞退したが、名古屋線の車両の絶対数が不足する状況には変わりはなかった。そこで、近鉄は名古屋線向けとして戦災で焼失したモニ6251形モニ6251・モニ6255の車籍を活用することでモ6261形として2両、さらにそれと同型の車体を備える制御車を新製扱いでク6321形として5両、合計7両を製造、これらは1947年3月に竣工した。
もっとも、車両製造にかかる状況が多少好転した翌1948年には、いわゆる運輸省規格形電車として部材調達面の制約から機器や寸法などについてある程度の妥協は必要であったものの、モハ63形ではなく各社が戦前に製作していた車両に準じた仕様設計での車両製造が可能となった。このため、モ6261形・ク6321形の製作は合計7両で打ち切りとなり、名古屋線での運用に適した寸法・性能のモ6311形の設計を基本とする17m級2扉セミクロスシート車10両が、運輸省の規格形電車扱いで以下の通り製作された。
モハ6331形モ6331 - モ6335
1948年11月 近畿車輛製
モハ6331形モ6336 - モ6340
1948年7月 日本車輌製造本店製

## 車体
両形式共に、先行形式である関西急行電鉄モハ1形（モ6301形）の設計をほぼそのまま踏襲している。そのため、同形式と同様、全長17,800mm、車体長17,000mmの溶接組み立てによる、両端に運転台を設けた両運転台式の半鋼製車体を備える。
ただし、モ6301形は全幅2,700mm、車体幅2,650mm（側構部）であるのに対し、戦時中製造のモ6311形では全幅2,710mm、車体幅2,650mm（側構部）、戦後製作のモ6331形では全幅2,740mm、車体幅2,650mm（側構部）、となっており、雨樋構造および位置の相違で最大幅がわずかずつだが広くなっている。また、モ6301形では側面に取り付けられていた縦雨樋が、モ6311形では妻面の左右両端部に露出して取り付けられている。さらに、モ6301形では鋲接が溶接と併用されていたが、モ6311・6331形では電気溶接の一般化で全溶接組み立てとなったため、リベット頭の露出しない、平滑な外観となっている。
窓配置は両形式ともd1(1)D8D(1)1d（d：乗務員扉、D：客用扉、(1)：戸袋窓、数字：窓数）とモ6301形の配置をそのまま引き継いでおり、側窓幅(780mm)や客用扉幅(1,100mm)なども同形式と同一である。
側窓は二段上昇式で窓の上下にそれぞれウィンドウヘッダー・ウィンドウシルと呼ばれる補強帯が露出する構造となっており、妻面は緩く曲面を描き、中央に貫通扉を設けた3枚窓構成となっている。
前照灯は両形式共に、モ6301形の仕様を踏襲し、妻面中央の屋根上に独立した筒型灯具を置き、ここに白熱電球を1灯収めている。
尾灯はモ6311形については当初、モ6301形と同様、1灯のみを妻面の車掌台側窓下に取り付けていた。これに対し、戦後製造のモ6331形では尾灯の左右2箇所設置が義務づけられるようになったため、妻面左右窓下へ各1灯ずつ設置するように改められており、既存の各形式もこれに準じた2灯化改造工事が順次施工されている。
なお、妻面裾部には鋳鋼製のアンチクライマーを左右に取り付けている。
座席はモ6311形の第1次生産グループであるモ6311 - モ6315についてはモ6301形に準じ、扉間の両端を固定クロスシート、その間を左右各6脚ずつの転換クロスシート、そして床面に主電動機点検用トラップドアのある両端部をロングシートとしている。これに対し、戦時輸送用として製造されたモ6311形第二次生産グループであるモ6316 - モ6320では全てロングシートに変更され、更に戦後製造のモ6331形では扉間のクロスシートが復活したものの、側窓2枚単位で座席を向かい合わせとした固定クロスシートが採用されている。
通風器はガーランド式を採用していたモ6301形とは異なり、単純な形状で工作の容易な押し込み式通風器が両形式共に採用されている。モ6311形はこれを屋根上に2列6基ずつ搭載するが、モ6331形では2列5基ずつに減少し、さらに近畿車両製のモ6331 - モ6335と日本車輌製造製のモ6336 - モ6340ではその取り付け位置が異なっている。
塗装は全車とも「緑の弾丸」と呼ばれたモハ1形→モ6301形のそれを踏襲し、大阪電気軌道や参宮急行電鉄で標準であったダークグリーン1色塗りとして竣工している。

## 主要機器
単行運転あるいは同型車の2両連結が前提であったために93kW級の主電動機を装架していたモ6301形とは異なり、伊勢電気鉄道の吸収合併で同社が保有していた17m級制御車を連結して運用されるようになってから設計されたため、両形式共に112kW級の直流直巻整流子電動機を各4基ずつ搭載する。

### 主電動機
モ6311形は伊勢電気鉄道モハニ231形で採用されていたTDK-528-Cの改良強化型に当たる東洋電機製造TDK-528-6G、モ6331形は三菱電機によるTDK-528系の競合機種となるMB-148-AFをそれぞれ2基ずつ各台車に装架する。
両形式は定格回転数が大きく異なるため、モ6311形は62:18=3.44、モ6331形は58:28=2.07とそれぞれ歯数比を違えることで全界磁時の定格速度をモ6301形より若干低い約58km/h前後に揃えている。
駆動方式は、いずれも設計当時一般的であった吊り掛け駆動方式を採用する。

### 主制御器
モ6311形がモ6301形と同じ単位スイッチ式で高電圧の架線系から給電の三菱電機ALF、モ6331形が同じく単位スイッチ式でバッテリーや電動発電機などの低電圧電源から給電される三菱電機ABF、と制御系の給電方式こそ異なるものの、いずれもウェスティングハウス・エレクトリック(WH)社系で制御シーケンスやその制御指令線の駆動電圧などに相互互換性のある、そして弱め界磁制御機能のついた自動加速制御器を搭載する。

### 台車
モ6311形は帝國車輛工業UD-26、モ6331形はモ6301形と同じ日本車輌製造D-16を、それぞれ装着する。
いずれも軸距2,250mmのコンパクトな釣り合い梁式台車で、ボールドウィンAA形台車のデッドコピー品である。
ただし、公称車輪径はUD-26が915mm、D-16が910mm、と5mm違えてある。

### ブレーキ
全車とも設計当時の日本の電気鉄道で広く用いられていたA動作弁による自動空気ブレーキ（AブレーキあるいはAMAブレーキと呼称）と手ブレーキを車体シリンダー装架で搭載する。
台車の基礎ブレーキ装置は車輪の前後からブレーキシューを押しつける両抱き式で、平坦な名古屋線での運用状況に合わせ、制御器に発電ブレーキ機能は搭載されていない。

### 集電装置
集電装置は三菱電機S-710-CC菱枠パンタグラフを各車に1基ずつ搭載する。

## 運用
竣工後、いずれも名古屋線の急行を中心に長く運用された。

### 特急車指定
戦後、近鉄では1947年10月から大阪線と名古屋線で特急の運転を開始した。これに伴い、名古屋線では転換式クロスシート装備のモ6301形が伊勢電気鉄道由来の制御車でトイレ付きのク6471形と共に特急車に指定され、整備されたが、1949年8月のダイヤ改正に伴う特急の増発で車両数が不足し、モ6311形モ6320が上半分レモンイエロー、下半分ネイビーブルーの特急色に塗装を変更の上で特急車に格上げされ、モ6314・モ6315についても一般車塗装のままながら内装を特急車並に整備し、特急の予備車とされた。

### 改軌工事
その後、1956年にはロングシートであったモ6316 - モ6320が扉間転換クロスシートに改造され、1959年に実施された名古屋線改軌工事の際には、工期短縮のためモ6315以外のモ6311形の台車が近畿車輛KD-32B・C、モ6331形の台車が同じく近畿車輛KD-32Dへそれぞれ新製交換された。これらのKD-32系台車は、やはり名古屋線改軌用に用意されたKD-31系と同様、線路方向に揺動するのを基本とする短いユニバーサル・リンクで吊られた揺れ枕と、中央にオイルダンパを備える複列コイルばねによる枕ばねで車体を支える構造を採用する、初期の量産シュリーレン台車の一つである。
なお、モ6311形の一部については制御器の日立製作所MMC-H-200-BT電動カム軸制御器への交換が別途実施されている。

### 車体延長・片運転台化
さらに、諏訪から近鉄四日市への駅移転を含む大がかりな線形改良工事が完成し、名古屋線においても20m車の運用が可能となったことから、1962年にラッシュ時の混雑対策としてモ6338の車体中央部を切断、ここに2,800mm長の部材を挿入して幅1,300mmの両開き扉を設け、窓配置d1(1)D4D'4D(1)d（D'両開き扉・戸袋窓なし）で全長20,626mm、車体長19,800mmの20m級3扉車へ改造する工事が実施され、翌1963年には同様にモ6333を対象として、両端の2扉も1,300mm幅の両開き扉へ改造し側窓をアルミサッシ化、窓配置d1D'4D'4D'1dのより通勤輸送に適した構造の20m級車としている。なお、これら2両においては、3扉化され、しかも車体を延長するという大改造であったにもかかわらず、改造前の扉間クロスシートがそのまま残されている。
もっともモ6311・モ6331形に対する大規模な改造工事はこれら2両で終了し、以後急行用としての運用が続いていたモ6331形では1968年のATS設置へ向けて、機器導入コスト節減のため1965年から不要運転台の撤去による片運転台化が進められた。一方、この時期既に荷物電車代用を含むローカル運用へ充当されるようになっていたモ6311形については、運用上の必要もあって、両運転台のまま残された。
この時期に前照灯の灯具はそのままに白熱電球1灯からシールドビーム2灯に置き換える改造工事が実施されている。

### 廃車・伊賀線転用
1969年にはモ6311形モ6311 - モ6316がロングシート化され、翌1970年には改軌された志摩線でローカル運用に充当されるようになり、1974年にはモ6311形のうち、扉間クロスシートで残っていたモ6317 - モ6320の4両が新型車の投入により廃車解体された。
1977年、種々雑多な老朽車が多数在籍していた伊賀線の車両体質改善のため、当時在籍していたモ6311・モ6331形の内、20m級へ改造されていたモ6331形2両とモ6331形未改造車の一部を除く以下の11両がモ5000形およびク5100形に改造の上で同線へ転出となった。
モ6311 - モ6316 → モ5001 - モ5006
台車を日本車輌製造D-16C・D-18（モ5006のみ）へ、主電動機をTDK-528-Cへ、それぞれ交換。モ5004・モ5006は制御器も日立製作所MMC電動カム軸式制御器へ交換済み。
モ6339 → モ5007
台車を日本車輌製造D-18へ、主電動機を東洋電機製造製の端子電圧750V時1時間定格出力75kWのものへ、それぞれ交換。片運転台改造工事施工車であり、伊賀線転入後もそのまま使用された。
モ6331・モ6332・モ6334・モ6335・モ6337 → ク5101 - ク5104
台車をKD-32Dのまま電装解除し、改軌。全車片運転台改造工事施工車。
なお、これらはいずれも中継弁つきのARブレーキ搭載となり、全車ロングシート化の上で伊賀線へ転出している。
この転用に際しては、両運転台構造のままであったモ6311形が電動車、既に片運転台化されていたモ6331形が原則的に電装解除を実施されて制御車となっており、モ6331形に装架されていた強トルク特性の三菱電機MB-148-AFは、この電装解除と名古屋線残存車の廃車発生品を合わせて全数が1979年に実施された6441系の養老線への転出時に同系列へ順次転用、ラッシュ時の養老線での経済的な1M2T編成の実現に役立てられている。
一方、名古屋線に残存したモ6331形モ6333・モ6336・モ6338・モ6340の4両はその後も同線で運用された後、1979年までに全て廃車解体となっている。なお、モ6333のアルミサッシは廃車後モ5001に転用された。
伊賀線へ転出したモ5000・ク5100形は運転台のある妻面の下部に排障器（スカート）を装着するなどのアップデートを施されつつ使用されたが、1986年に奈良線820系の車体と南大阪線6800系の台車・主電動機などを組み合わせた860系などが伊賀線に投入され置き換えられることになった。それにより1986年11月23・24日にさよなら運転会を行い、その後12月1日付で最後の5両が廃車・解体となった。
そのため、モ6311・モ6331形に由来する車両は全て現存しない。